# خانواده لاریجانی

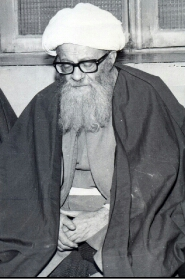
هاشم آملی

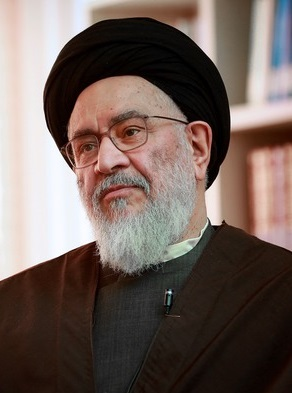
سید مصطفی محقق داماد، داماد خانواده لاریجانی

خانوادهٔ لاریجانی، فرزندان میرزا هاشم آملی، از مراجع تقلید شیعه هستند که تمامی پنج برادر از این خانواده سیاستمدار و دارای مقامات عالی امنیتی و سیاسی و قضایی در جمهوری اسلامی ایران بوده‌اند. این برادران به ترتیب سن محمدجواد، فاضل، علی، صادق و باقر لاریجانی هستند.

## نسب و زندگی آغازین
خانواده لاریجانی از روستای «پردمه» لاریجان در هفتاد کیلومتری شهر آمل، مازندران ریشه می‌گیرد. پدر آنان مدت‌ها در نجف اقامت داشت و از مراجع بانفوذ به‌شمار نمی‌رفت. سه برادر اول متولد شده در نجف، عراق و دو برادر دیگر متولد قم، ایران هستند.
پدربزرگ مادری آن‌ها محسن اشرفی است که از اشخاص مشهور بهشهر بوده است. عبدالله جوادی آملی از بستگان مادری آن‌ها و احمد توکلی همسر دخترخالهٔ آن‌هاست. تنها خواهر آنان که فرزند بزرگ هاشم آملی است، با سیدمصطفی محقق داماد ازدواج کرده است.
به گفته علی مطهری: «رسمی در ازدواج‌های پسران آیت‌الله آملی بود که از خانواده‌های اصیل و شناخته شده عروس می‌گرفتند.» علی لاریجانی با فریده مطهری فرزند پنجم مرتضی مطهری، صادق لاریجانی با دختر حسین وحید خراسانی، باقر لاریجانی با دختر حسن حسن‌زاده آملی ازدواج کرده‌اند. لاریجانی‌ها به‌طور سببی یا نسبی با آیت الله‌ها و سرداران سپاه خویشاوندند؛ موضوعی که آنان را تبدیل به یکی از خانواده‌های قدرتمند در نظام جمهوری اسلامی کرده است.
برادران لاریجانی دارای تحصیلات دانشگاهی مختلفی هستند. محمدجواد، فاضل، علی و صادق تحصیلات دانشگاهی خودشان را در دانشگاه صنعتی شریف، و باقر در دانشگاه علوم پزشکی تهران آغاز کردند. این برادران دارای تحصیلات حوزوی نیز هستند و جز باقر و فاضل، دیگران تا سطح و خارج تحصیل کرده‌اند. در زمان تصدی مناصب به شدت مورد اعتماد سیدعلی خامنه‌ای رهبر ایران بوده‌اند. صادق لاریجانی، که پیش از این رئیس قوه قضائیه و عضو شورای نگهبان بود هم‌اکنون رئیس مجمع تشخیص مصلت نظام است. دیگر مقامات سابق اعضای این خانواده علی لاریجانی رئیس پیشین مجلس شورای اسلامی، محمدجواد لاریجانی دبیر ستاد حقوق بشر قوه قضاییه، باقر لاریجانی معاون آموزشی وزارت بهداشت، درمان و آموزش پزشکی و فاضل لاریجانی رئیس دانشگاه آزاد اسلامی واحد آمل بوده است.

## سیاست
به نوشته «المجله» می‌توان لاریجانی‌ها را یک حزب یکپارچهٔ خانوادگی توصیف کرد. آن‌ها خود را در ستیز با اصلاح‌طلبان «منادی سنت گرایی دینی و منجی اصولگرایان» می‌دانند. به نوشته این مجله این برادران با وجود اختلافات سیاسی هر هفته در منزل پدری خود جمع شده و «گعده» می‌گیرند.
به گفتهٔ فریده فرهی، استاد دانشگاه هاوایی با این که حضور خانوادگی در عرصهٔ سیاست ایران کمیاب نیست، ویژگی ممیزه لاریجانی‌ها، تعداد برادران و همسویی ایدئولوژیک و قرار دادن خود در معرض فرصت هاست. مارشا کوهن توانایی آنان را چرخش سریع و گردش به همراه وزش باد می‌داند. مجلهٔ تایم آنها را کندی‌های ایران می‌خواند. امیر محبیان این خانواده را دارای روحیه دیپلماتیک می‌داند.
در بهمن ۱۳۹۱ مجلس شورای اسلامی عبدالرضا شیخ‌الاسلامی وزیر کار و رفاه اجتماعی محمود احمدی‌نژاد رئیس‌جمهور وقت را استیضاح کرد. در جلسه استیضاح، احمدی‌نژاد نواری ویدیویی پخش کرد که در آن فاضل لاریجانی، برادر، در دفتر سعید مرتضوی مدیرعامل وقت سازمان تأمین اجتماعی از او درخواست امتیازات و رانت‌های ویژه اقتصادی کرد. احمدی‌نژاد در این جلسه با علی لاریجانی رئیس مجلس مشاجره کرد. یک روز بعد مرتضوی بازداشت شد و احمدی‌نژاد در واکنش گفت «قوه قضائیه باید قوه قضائیه ملت باشد. قوه قضائیه که یک سازمان ویژه خانوادگی نیست…» مجید محمدی تحلیلگر، این واقعه را تسویه حساب احمدی‌نژاد با خاندان لاریجانی دانست. احمدی‌نژاد پس از دوره ریاست جمهوری خود نیز انتقادات زیادی را نسبت به علی و صادق لاریجانی وارد کرده و گفته «ما با خانواده لاریجانی مخالف هستیم و قبول نداریم مملکت دست اینها بیفتد.»
رهبر جمهوری اسلامی ایران در دی ۱۳۹۷ صادق لاریجانی را به جای سید محمود هاشمی شاهرودی که درگذشته بود، به ریاست مجمع تشخیص مصلحت نظام و عضویت شورای نگهبان منصوب کرد. به باور امیر محبیان از تحلیلگران اصولگرا این اقدام به تقویت قدرت خانواده لاریجانی می‌انجامد. در سال ۱۳۹۸ هم علی لاریجانی که رئیس مجلس بود در انتخابات مجلس نامزد نشد.
از زمان دولت دوم حسن روحانی در اواخر دهه ۱۳۹۰ با کنار رفتن صادق لاریجانی از ریاست قوه قضاییه و عدم کاندیداتوری علی لاریجانی در انتخابات مجلس نفوذ این خانواده به نحو چشم‌گیری کاهش پیدا کرده است. افول علی لاریجانی به دلیل حمایتش از حسن روحانی و اولویت اصلی آن برجام، و بی اثر شدن این توافق پس از به قدرت رسیدن دونالد ترامپ در آمریکا بود. دلیل افول صادق لاریجانی درگیری با تیم ابراهیم رئیسی بود. فاضل لاریجانی از ریاست دانشگاه آزاد آمل، محمدجواد لاریجانی به دستور سید ابراهیم رئیسی از ریاست ستاد حقوق بشر قوه قضائیه و باقر لاریجانی نیز از معاونت آموزشی وزارت بهداشت کنار رفته‌اند.
علی لاریجانی در انتخابات ریاست جمهوری ۱۴۰۰ ایران نامزد شد ولی شورای نگهبان صلاحیت او را رد کرد. پس از رد صلاحیت علی لاریجانی، صادق لاریجانی با صدور بیانیه ای به این تصمیم، و نیز تأیید صلاحیت سید ابراهیم رئیسی، که به گفته لاریجانی در موعد مقرر از ریاست قوه قضائیه استعفا نداده بود اعتراض کرد. لاریجانی نوشت که «بعد از ۲۰ سال عضویت در شورای نگهبان» هرگز تصمیمات این شورا را «چه در تأیید صلاحیت‌ها و چه در عدم احراز صلاحیت‌ها تا این حد غیرقابل دفاع» نیافته است. صادق لاریجانی که از سال ۱۳۷۷ عضو مجلس خبرگان بود، در انتخابات ۱۴۰۲ این مجلس از انتخاب مجدد بازماند که این را  «ادامه سناریوی کنار گذاشتن برادران لاریجانی از عرصه سیاسی کشور» تلقی شد. این رخداد در ارتباط با استعفای اعتراضی صادق لاریجانی از شورای نگهبان تحلیل شد.